# Hannah Tointon
Hannah Marie Tointon (Southend, Essex; 28 de diciembre de 1987) es una actriz británica, más conocida por haber interpretado a Katie Fox en la serie Hollyoaks, a Tara en The Inbetweeners y a Violette Selfridge en Mr Selfridge.

## Biografía
Es hija de Ken y Carol Tointon, y su hermana mayor es la actriz Kara Tointon. 
Es muy buena amiga de los actores Chris Fountain y Jamie Lomas.
Desde 2011 sale con el actor Joe Thomas. Su hija nació en 2022.

## Carrera
De 2003 a 2006, interpretó a Tamsin en la serie Kerching!. El 30 de abril de 2007, se unió al elenco principal de la exitosa serie británica EastEnders, donde interpretó a Katy Fox hasta el 10 de abril de 2008. En 2008 interpretó a Emma Lewis en la serie Doctors; anteriormente había aparecido en 2007 durante el episodio "Heart of the Matter", donde dio vida a Maxine Brogan.
En 2010 interpretó a Tara en la tercera temporada de la serie The Inbetweeners. En 2012 se unió al elenco principal de la nueva serie Switch, donde interpretó a la bruja Hannah hasta la cancelación de la serie ese mismo año. En 2014 apareció como invitada en la serie Penny Dreadful, donde dio vida a la actriz Maud Gunneson. En 2015 se unió al elenco de la serie Mr Selfridge, donde interpreta a Violette Selfridge hasta ahora.

## Filmografía

### Series de televisión
| Año         | Título             | Personaje            | Notas                             |
| ----------- | ------------------ | -------------------- | --------------------------------- |
| 2015 - 2016 | Mr Selfridge       | Violette Selfridge   | 13 episodios                      |
| 2014        | Penny Dreadful     | Maud Gunneson        | 4 episodios                       |
| 2014        | Call the Midwife   | Kathleen Baker       | episodio # 3.3                    |
| 2014        | Death in Paradise  | Susie                | episodio # 3.2                    |
| 2013        | Midsomer Murders   | Pippa Fergus-Johnson | episodio "The Christmas Haunting" |
| 2013        | Love Matters       | Donna                | episodio "Miss Wright"            |
| 2012        | The Hour           | Kiki Delaine         | 6 episodios                       |
| 2012        | Switch             | Hannah               | 6 episodios                       |
| 2012        | Sinbad             | Kuji                 | episodio # 1.8                    |
| 2010        | The Inbetweeners   | Tara                 | 3 episodios                       |
| 2008        | Doctors            | Emma Lewis           | episodio "Safe Haven"             |
| 2007 - 2008 | Hollyoaks          | Katy Fox             | 26 episodios                      |
| 2006        | Genie in the House | Anabelle Scott       | 3 episodios                       |
| 2003 - 2006 | Kerching!          | Tamsin               | 20 episodios                      |
| 2006        | New Tricks         | Joven Anita Walsh    | episodio "Dockers"                |
| 2005 - 2006 | Dream Team         | Savannah Caskey      | 8 episodios                       |
| 2006        | Murder City        | Bethany Williams     | episodio "Just Seventeen"         |
| 2005        | The Bill           | Celina Johnson       | episodio "335"                    |
| 2003        | Star               | Billie               | tv serie                          |

### Películas
| Año  | Título                 | Personaje         | Notas                                                           |
| ---- | ---------------------- | ----------------- | --------------------------------------------------------------- |
| 2018 | The Festival           | Caitlin           |                                                                 |
| 2015 | Captain Webb           | Madeline Chaddock |                                                                 |
| 2014 | Walking with the Enemy | Hannah Schoen     | junto a Jonas Armstrong y Jade Moulla                           |
| 2013 | Young, High and Dead   | Katy              | junto a Louisa Lytton y Philip Barantini                        |
| 2010 | The Lost Future        | Giselle           | junto a Sean Bean, Corey Seiver y Annabelle Wallis              |
| 2008 | The Children           | Casey             | junto a Eva Birthistle, Stephen Campbell Moore y Rachel Shelley |
| 2006 | Just My Luck           | Concertista       | junto a Kara Tointon                                            |

## Premios
| Año  | Categoría                                                                                        | Premio             | Serie     | Resultado |
| ---- | ------------------------------------------------------------------------------------------------ | ------------------ | --------- | --------- |
| 2008 | Spectacular Scene of the Year (junto a Gemma Bissix, Jamie Lomas, Chris Fountain y Matt Littler) | British Soap Award | Hollyoaks | Ganadores |
| 2008 | Spectacular Scene of the Yea (junto a Chris Fountain)                                            | British Soap Award | Hollyoaks | Nominados |